# Dejen Gebremeskel
Dejen Gebremeskel, född den 24 november 1989, är en etiopisk friidrottare som tävlar i medeldistanslöpning. 
Gebremeskel deltog vid VM för juniorer 2008 i polska Bydgoszcz där han blev bronsmedaljör på 5 000 meter. Under 2010 deltog han vid inomhus-VM i Doha där han tävlade på 3 000 meter och slutade tia. Året efter deltog han vid VM i Daegu och blev bronsmedaljör på 5 000 meter på tiden 13.23,96. 

## Personliga rekord
- 5 000 meter - 12.46,81 från 2012 (nr. 5 i världen genom tiderna)
- 10 000 meter - 26.51.02, 27 juni 2013, Sollentuna